# Henriette Sontag
Henriette Sontag (Coblença, 3 de janeiro de 1806 — Cidade do México, 17 de junho de 1854) foi uma soprano alemã de renome internacional.

## Biografia
Ao nascer, Sontag recebeu o nome de Gertrude Walpurgis Sonntag, tendo feito seu début como cantora aos 15 anos.
Em 1823, cantou em Leipzig, na ópera "Der Freischütz", de Carl Maria von Weber e, em dezembro desse ano, interpretou o principal protagonista de "Euryanthe", do mesmo autor. Seu sucesso foi imediato, levando-a, no ano seguinte, para o teatro de Königstädter, em Berlim, onde foi convidada para ser a solista soprano nas primeiras apresentações da "Sinfonia no. 9" e da "Missa Solemnis", de Beethoven, em 7 de maio de 1824, época em que tinha apenas 18 anos.
Dois anos mais tarde, cantou a parte de Rosina no "Barbeiro de Sevilha", de Rossini, em que seu poder de coloratura lhe deu um distinto triunfo sobre Angelica Catalani. Em 1827, passou a integrar a ópera italiana de Paris e, um ano mais tarde, casou-se com o Conde Rossi.
Cantou em todos os centros musicais de Europa e, em 1852, visitou os Estados Unidos da América, onde executou um concerto com Camilla Urso. Em 1854, aceitou o convite para participar da Ópera Italiana do México, mas contraiu cólera naquele país, falecendo com a idade de 48 anos.
Sua última apresentação aconteceu seis dias antes de sua morte, vivendo o papel principal da ópera "Lucrécia Bórgia", de Donizetti.